# Podoloog
Een podoloog, ook wel chiropedist, is een persoon werkzaam in de podologie, ofwel iemand die zich met de therapeutische of paramedische kant van de voetverzorging bezighoudt. De podoloog behandelt klachten ten gevolge van een verkeerde stand of functie van de voeten of de tenen. De naam podoloog is afgeleid van het Griekse pous (πούς) - genitief podos (ποδός) - voor "voet" en logos (λόγος) voor "taal/onderwijs".
In Nederland is Podoloog geen beschermde titel, omdat het ontbreekt aan een landelijk en wettelijk erkend examen. Echter, verschilt de exacte kwalificatie en werkinhoud van de podoloog sterk per land. In Portugal is bijvoorbeeld wel een academische graad noodzakelijk en kan men zelfs promoveren. 

## Wettelijk kader
Op alfabetische volgorde gesorteerd.

### België
In België wordt men podoloog door het behalen van het diploma 'bachelor in de podologie'. Deze opleiding wordt gegeven aan de Arteveldehogeschool in Gent. Wie al een diploma kinesitherapie bezit kan de opleiding ook volgen als Bachelor-na-Bachelor opleiding. Hoewel de titel podoloog in België niet beschermd is, kunnen alleen houders van het diploma ‘bachelor in de podologie’ een RIZIV-erkenning krijgen. Het Rijksinstituut voor Ziekte- en Invaliditeitsverzekering (RIZIV) deelt identificatienummers uit aan Belgische zorgverleners. Deze als RIZIV-nummer bekendstaande identificatie wordt zowel bij de uitwisseling van administratieve gegevens als voor de uitwisseling van medische gegevens gebruikt. Veel Belgische podologen zijn verenigd in de Federatie van Belgische Podologen.

### Duitsland
De opleiding tot podoloog wordt in Duitsland geregeld door de Wet Podologen (PodG) en de Ausbildungs- und Prüfungsverordnung für Podologinnen und Podologen (PodAPrV) het functieprofiel en de opleiding van podologen. 
Sinds 2002 is de functietitel podoloog wettelijk beschermd en de functietitel medisch voetverzorger sinds 2003. Alleen met een officiële vergunning om de functietitel te voeren, mag een persoon die als podoloog werkzaam is, zichzelf zo noemen. Het onrechtmatig gebruik van deze beroepstitels is een wettelijke overtreding die op grond van § 9 PodG met een geldboete (tot 2500 €) kan worden bestraft. Voordat de PodG van kracht werd, konden praktiserend medisch voetverzorgers zich tussen 2002 tot 2006 laten bijscholen tot podoloog, door middel van een kwalificatietoets. In 2012 werd er een officieel opleidingstraject podologie gelanceerd. De opleiding duurt drie jaar en wordt afgesloten met een Bachelor of Science in Podologie. 
De regeling van de opleiding en belangenbehartiging van professionals op dit gebied wordt overgenomen door de Duitse Vereniging voor Podotherapie. Het werk van podologen wordt ten dele vergoed door zorgverzekeraars. Onder meer diabetici die lijden aan een diabetische voet en sinds 2021 ook patiënten met bewezen polyneuropathie aan hun voeten kunnen door hun huisarts naar de podoloog worden doorverwezen. 

### Frankrijk
Er zijn elf podologische hogescholen in Frankrijk. Deze hogescholen bereiden studenten voor op het behalen van het door de staat erkende diploma podologie. Na deze universiteit kan nog een bachelor- of masteropleiding en later een doctoraat worden gevolgd. Om tot deze universiteiten te worden toegelaten, moet er doorgaans eerst een ingangstoets met goed gevolg zijn doorlopen. Ook een diploma secundair onderwijs is een vereiste. Naast de staatsuniversiteiten zijn er ook privéscholen voor podologie. De opleiding bestaat uit drie jaar theorie en praktijk.
De dagelijkse praktijk van de medische voetzorg is vergelijkbaar met die in Duitsland. Ook hier kan medische voetzorg alleen plaatsvinden na een doorverwijzing van een arts. Een podoloog mag geen operaties uitvoeren, of technische diagnostische procedures zoals het maken van röntgenfoto's. Onder de podologie in Frankrijk vallen naast de orthopedisch schoenmaker ook het op maat maken van orthopedische inlegzolen. 

### Griekenland
In Griekenland is er nog geen wettelijke regeling voor de beroepsgroep van podologen en valt podologie niet onder medisch gereglmenteerde beroepen. Veel van de podotherapeuten die in Griekenland gevestigd en actief zijn, hebben hun opleiding in het buitenland genoten. Er is in Griekenland maar één opleidingsinstituut dat traint volgens zowel Europese als Duitse richtlijnen. De opleiding duurt vier jaar, waarvan drie jaar theorie en praktijk in het opleidingsinstituut en één jaar puur praktijkoefening in een podologische praktijk. Vanwege een gebrek aan wetgeving en handhaving wordt elke vorm van voetverzorging in Griekenland podologie genoemd, zelfs als het enkel gaat om cosmetische behandelingen. Idealistische podologen eisen daarom een wettelijk geregelde opleiding en het opstellen van een internationaal beroepsprofiel. Twee Griekse podotherapeutische verenigingen zetten zich hiervoor in.

### Nederland
In Nederland is het beroep van podoloog niet beschermd. Hoewel er meerdere opleidingen tot podoloog bestaan, kan men zich ook zonder opleiding in de voetverzorging podoloog noemen, omdat het ontbreekt aan een landelijk en wettelijk erkend examen, en aan een duidelijk onderscheid tussen het vakgebied van de podoloog ten opzichte van dat van de (evenmin beschermde) pedicure. Al in de eerste helft van de jaren 60 vroegen de chiropodisten bij de Nederlandse regering om algemene erkenning van hun beroep. Zeven jaar later leidde dit tot een antwoord van de Commissie Paramedische Beroepen van de Centrale Raad van de Gezondheid. De conclusie van dit rapport was tweeledig: Zij die reeds het beroep van chiropedist uitoefenden, zouden geen erkenning krijgen. Voor de toekomst moest er een paramedisch beroep van chiropedisten worden ingesteld. De toekomstige chiropedist zou dan een zwaardere opleiding moeten krijgen dan de huidige bestaande opleidingen. Over hoe deze toekomstige chiropedist eruit moest komen te zien, was echter geen knoop doorgehakt, en de halfbakken situatie zou tot ontevredenheid van chiropedistenorganisaties en -opleidingen nog jaren duren voor de Commissie aan het Ministerie van Volksgezondheid een advies had uitgebracht. Neveneffect van het gebrek aan erkenning was dat onkosten voor een podoloog niet gedekt werden door de ziektekostenverzekering. Het duurde uiteindelijk tot 1982 voor er een wettelijk erkend paramedisch beroep werd ingesteld. Dit nieuwe beroep kreeg de door de wet BIG beschermde titel podotherapeut. 
Na verdere kwaliteitsreguleringen kende de voetzorg in Nederland uiteindelijk drie met een erkende opleiding onderbouwde typen van podologen:
Paramedisch chiropodistParamedisch chiropodist is een in 2010 door brancheorganisatie Stipezo (Stichting Pedicure in de Zorg) geïntroduceerde beroepsnaam voor de paramedische voetbehandeling waarvoor een opleiding op mbo-4-niveau vereist is.
RegisterpodoloogDe registerpodoloog is een voetkundige die is opgeleid aan de Academie voor Podologie. Na het behalen van de NLQF/EQF6-kwalificatie (hbo-bachelorniveau) en inschrijving in het kwaliteitsregister van KABIZ en de brancheorganisatie Stichting LOOP mag deze voetkundige zichzelf registerpodoloog noemen.
PodotherapeutDe titel podotherapeut mag alleen gevoerd worden na afronding van een wettelijk erkende hbo-opleiding. De podotherapeut is daarnaast een paramedicus en valt daardoor onder het Ministerie van Volksgezondheid, Welzijn en Sport.

### Oostenrijk
In Oostenrijk kent de podologische voetzorg een officiële opleiding. Er zijn echter ook bedrijven die onder de noemer "podologie" ondersteunende zolen produceren. Daarom leidt de term "podologie" in Oostenrijkt tot verwarring. Het vakgebied van de podologie kent geen wettelijke bescherming, en er is ook geen algemeen erkend opleidingstraject. 

### Portugal
Het vakgebied van podologie in Portugal is vergelijkbaar met buurland Spanje. Ook hier worden kleinere voetoperaties door podologen uitgevoerd. Hoewel het sinds 1994 mogelijk is om in Portugal podologie te studeren, wordt de academische graad in de podologie pas sinds 1997 uitgereikt. Portugal was een van de eerste landen die bachelor- en masteropleidingen aanbood volgens het Bologna-proces van podotherapie. De standaardcursus in Portugal duurt drie jaar (zes semesters), nog twee jaar (acht semesters) voor de bacheloropleiding en nog twee jaar (in totaal tien semesters) voor de master podologie (300 ECTS). Er zijn regelmatig uitwisselingen over podotherapeutische onderwerpen met het Latijns-Amerikaanse land Brazilië, onder meer door middel van congressen en andere gezamenlijke evenementen.

### Spanje
In Spanje is podologie een studierichting die deels wordt gecombineerd met medijnenstudies, en die dus ook eindigt met een academische graad. Dit kan een masterdiploma zijn, of zelfs een doctoraat in de podologie. De standaard studieperiode is ongeveer vier jaar en gedurende deze tijd moeten 240 studiepunten worden behaald. Er zijn twaalf universiteiten in Spanje die gespecialiseerd zijn in podologie. De inhoud van deze universitaire opleiding podologie bestaat naast de conventionele medische basisvakken (o.a. anatomie, fysiologie, biomechanica en pathologie) ook vakken als radiologie, farmacologie, algemene geneeskunde en bijzondere voetchirurgie. Podologie in Spanje voert daarom eigen onderzoeken uit met als doel een diagnose te stellen en vervolgens een therapie te kiezen, die ook gepaard kan gaan met kleinere, lokale operaties aan de voet.

### Zwitserland
Podotherapie is een zeer wijdverbreid vakgebied in Zwitserland. De opleiding tot podoloog is een driejarige voltijdse leertijd, die wordt afgesloten met een federaal certificaat van vakbekwaamheid. 
Voor het voeren van een zelfstandige praktijk is in de meeste kantons een aanvullende leergang vereist. In deze vervolgopleiding wordt extra aandacht besteed aan de behandeling van risicopatiënten. Deze aanvullende opleiding duurt in Duitstalig Zwitserland drie jaar, naast het werk, en omvat 3.600 lesuren. De basis van deze leergang is een van overheidswege goedgekeurd curriculum. 
De medische voetzorg is in de meeste kantonnale gezondheidsverordeningen geregeld. Om hun beroep uit te oefenen, hebben podologen een professionele licentie nodig van de respectieve kantonnale gezondheidsautoriteit.